# Chiesa di Sant'Andrea (Palaia)
La chiesa di Sant'Andrea si trova a Palaia, in provincia di Pisa.

## Storia
Ricordata in un documento del 1201, e pertinente alla Diocesi di Lucca fino al 1622, la chiesa sorgerebbe su un preesistente tempio pagano dedicato a Saturno. La preesistenza di un edificio ristrutturato potrebbe spiegare l'atipica pianta a unica grande navata, priva di abside, di coro e di presbiterio, con cappelle e fonte battesimale di epoca posteriore.

## Descrizione

### Esterno
La facciata, in cotto, è movimentata da archetti e il portale è sormontato da un arco a tutto sesto; a lato si erge la mole del campanile. Sulle alcune parti alte della facciata e nella strombatura del portale restano tracce dell'intonaco che la rivestiva, in origine caratterizzati anche da elementi policromi che sottolineavano le decorazioni in cotto (si vedano le tracce intonaco imitante marmo venato nel portale). Nella lunetta del portale si trovava probabilmente un affresco con immagine sacra, oggi sostituito da un recente dipinto del santo eponimo.
Eccezionale il campanile che si erge su sole due pareti esterne della chiesa e su una colonna all'interno di essa, come altri campanili in cotto pisani attribuiti a Francesco di Simone.

### Interno
Nell'interno si segnalano alcune statue in terracotta invetriata, parte di un dossale d'altare di Andrea della Robbia, di provenienza ancora ignota e una notevolissima Madonna col Bambino di Luca della Robbia (1431 circa) la cui importanza è accresciuta dal recupero della sua quasi integra policromia quattrocentesca a tempere. Vi sono poi due Crocifissi lignei del XIV secolo: quello sull'altar maggiore, oggi privo dell'originaria policromia, ma che conserva la croce arborea a Y originaria, è stato attribuito ad Andrea Pisano; quello nella cappella laterale è stato attribuito ad artista senese anch'esso del primo Trecento e conserva dopo il restauro la sua policromia originaria con numerosi dettagli anatomici e ha le braccia mobili per essere utilizzato nelle funzioni religiose, come spesso accadeva, sia come Crocifisso che come Deposto.
Vi è, inoltre, una notevole scultura lignea, raffigurante la Madonna con Bambino, detta dei Bianchi, eseguita dal senese Francesco di Valdambrino (l'unica sua firmata e datata 1403), e commissionata dalla Compagnia dei Bianchi di Palaia che forse aveva sede nella vicina chiesetta di Santa Maria al centro del borgo. La fragrante bellezza della figura e la sua incipiente cultura umanistica seppur legata alla tradizione pisana di Andrea e Nino, giustifica da sola il motivo per cui lo scultore fu chiamato a partecipare al concorso per la porta nord del battistero di Firenze, vinto poi da Lorenzo Ghiberti.
L'altare laterale di destra conserva un altare rococò, con colonne tortili e fini stucchi, e al centro una pala riferibile a un allievo di Alessandro Gherardini.
In deposito dalla chiesa di San Lorenzo della vicina Gello, vi è anche (non esposta) un'importante Madonna col Bambino eseguita negli anni 40 del Trecento e tradizionalmente attribuita al "Maestro della Carità", alter ego del pisano Francesco Traini. La chiesa conserva anche in deposito una croce trecentesca in argento sbalzato e cesellato di cultura legata ad Andrea Pisano.